# Acrobrycon tarijae
Acrobrycon tarijae är en fiskart som beskrevs av Fowler, 1940. Acrobrycon tarijae ingår i släktet Acrobrycon och familjen Characidae. Inga underarter finns listade i Catalogue of Life.